# هلوچاک
هلوچاک، روستایی از توابع بخش رانکوه شهرستان املش در استان گیلان ایران است.

## جمعیت
این روستا در دهستان کجید قرار دارد و براساس سرشماری مرکز آمار ایران در سال ۱۳۸۵، جمعیت آن ۲۵ نفر (۷خانوار) بوده‌است.